# Monsters of the Midway
"Monsters of the Midway" è il celebre soprannome dei Chicago Bears della National Football League, in particolare della squadre dominanti del 1940 e 1941. Il nome tornò in auge quando nel 1985 i Bears si dimostrarono particolarmente dominanti e in seguito il soprannome è stato riferito in generale alle difese della squadra e in particolare ai linebacker.

## Origini del nome
Il soprannome di Monsters of the Midway era stato in origine affibbiato ai "Maroons" della University of Chicago, una squadra di college football diretta da Amos Alonzo Stagg. "Midway" si riferisce a Midway Plaisance, un lungo boulevard tra il sud del campus dell'università, da Washington Park a Jackson Park, nella parte sud di Chicago. L'istituto interruppe il suo programma sportivo nel football nel 1939, un periodo in cui i Bears vinsero diversi campionati. All'epoca, il loro stadio casalingo era il Wrigley Field a nord della città, a circa 12 miglia (20 km) dal "Midway". Il simbolo "C" sui loro caschi è stato ispirato dai Maroons.
Il soprannome invece non si riferisce, come riportato a volte, al Midway Airport di Chicago, che fino al 1949 era conosciuto come "Chicago Municipal Airport", in seguito rinominato in onore dei veterani della Battaglia delle Midway.

## Metà anni ottanta
La popolarità di "Monsters of the Midway" tornò a crescere grazie alla dominante difesa dei Chicago Bears nel 1985. Quell'anno i Bears terminarono la stagione regolare con un record di 15-1. Nei playoff non subirono alcun punto contro New York Giants (21–0) e Los Angeles Rams (24–0). Si qualificarono così per il Super Bowl, dove sconfissero i New England Patriots 46–10. La difesa del 1985 dei Bears si era classificata prima per minor numero di punti subiti e di yard concesse.

## Impatto culturale
TSR pubblicò un giocò intitolato Monsters of the Midway nel 1982 in un'edizione della sua rivista Dragon. Era una simulazione di football in cui vari personaggi fantasy prendevano il posto dei giocatori di football.
Il gioco Mutant League Football cita il nome, chiamando una delle sue squadre fittizie "Midway Monsters".